# Gera Éva
Gera Éva (Budapest, 1923. július 25. – Budapest, 1996. november 25.) festőművész.

## Pályafutása
1951-ben végzett a Magyar Képzőművészeti Főiskolán, ahol Berény Róbert volt a mestere. 1965-ben elnyerte a SZOT-díjat. 1986-ban alapító tagja volt a Vizualart csoportnak, később Hegyi Györggyel és Gulyás Dénessel vezette is azt. Jelentősek fiatalkori linómetszetei és Holbein-stílusú rajzai, valamint vázlatai. Munkáinak túlnyomó részét tojástemperával készített csendéletek és tájképek teszik ki.

## Egyéni kiállítások
- 1969 • Fényes Adolf Terem, Budapest (kat.).

## Válogatott csoportos kiállítások
- 1986-tól részt vett a Vizualart kiállításain
- 1997 • Diaszpóra (és) művészet, Magyar Zsidó Múzeum és Levéltár, Budapest